# Nobody's Daughter
Nobody's Daughter es el cuarto y último álbum de estudio de la banda de rock alternativo Hole, lanzado mundialmente el 27 de abril de 2010 a través de Mercury Records. El álbum fue concebido originalmente por la líder de Hole, Courtney Love como un proyecto en solitario titulado How Dirty Girls Get Clean, siguiendo al mal recibido debut como solista America's Sweetheart (2004). Gran parte del material ofrecido en Nobody's Daughter eran originalmente sesiones de estudio para How Dirty Girls Get Clean, que había sido concebido en 2006 después de una cantidad de cuestiones legales, adicción a las drogas y condenas de rehabilitación que habían dejado a Love «suicida». Love financió la elaboración del álbum, que costó cerca de 2 millones de dólares.
En 2009, Love anunció que el álbum sería lanzado bajo el nombre de la banda Hole, junto al guitarrista Micko Larkin, el bajista Shawn Dailey y el baterista Stu Fisher. Fue el primer álbum de Hole que se estrenado en doce años, desde Celebrity Skin de 1998 y también el primer lanzamiento del grupo que no cuenta con Eric Erlandson. Tras su lanzamiento, Nobody's Daughter recibió críticas generalmente mixtas de los críticos musicales, aunque Courtney Love declaró que sentía que era «el mejor disco que jamás había hecho». En 2012, Love abandonó el apodo Hole y volvió a escribir y grabar como solista, siendo este álbum el lanzamiento final de la banda.

## Lista de canciones
| N.º | Título                      | Escritor(es)                     | Productor(es)                  | Duración |  |
| 1.  | «Nobody's Daughter»         | Courtney Love, Micko Larkin      | Michael Beinhorn, Micko Larkin | 5:19     |  |
| 2.  | «Skinny Little Bitch»       | Love, Larkin                     | Beinhorn, Larkin               | 3:10     |  |
| 3.  | «Honey»                     | Love, Larkin                     | Beinhorn, Larkin               | 4:19     |  |
| 4.  | «Pacific Coast Highway»     | Love, Billy Corgan               | Beinhorn, Larkin               | 5:14     |  |
| 5.  | «Samantha»                  | Linda Perry, Love, Corgan        | Beinhorn, Larkin               | 4:16     |  |
| 6.  | «Someone Else's Bed»        | Love, Larkin, Perry              | Beinhorn, Larkin               | 4:26     |  |
| 7.  | «For Once in Your Life»     | Perry, Love, Peter Thorn, Larkin | Beinhorn, Larkin               | 3:34     |  |
| 8.  | «Letter to God»             | Perry                            | Perry                          | 4:04     |  |
| 9.  | «Loser Dust»                | Love, Corgan                     | Beinhorn, Larkin               | 3:25     |  |
| 10. | «How Dirty Girls Get Clean» | Perry, Love, Corgan              | Beinhorn, Larkin               | 4:54     |  |
| 11. | «Never Go Hungry»           | Love                             | Perry                          | 4:28     |  |

| Bonus tracks de iTunes y de Japón and Japanese |                       |                    |                  |          |  |
| N.º                                            | Título                | Escritor(es)       | Productor(es)    | Duración |  |
| 12.                                            | «Happy Ending Story»  | Love, Perry        | Beinhorn, Larkin | 3:54     |  |
| 13.                                            | «Codine» (Solo Japón) | Buffy Sainte-Marie | Larkin           | 3:57     |  |

## Pistas no lanzadas
La siguiente es una lista de canciones que se han registrado o mencionado, ya sea por Courtney Love o Hole - durante las sesiones de Nobody's Daughter y no han sido lanzadadas comercialmente.
- «Amen» (Larkin)[11]
- «Can You Make Me Cry»
- «Car Crash» (Love, Thorn)[12]
- «Don't You (Forget About Me)»
- «The Depths of My Despair»
- «Everything I Touch»[11]
- «Good in Bed»
- «How Dirty Girls Get Clean» versión dulce (Love, Perry, Corgan)
- «I See Red»
- «I'll Keep It With Mine» (Dylan)
- «In My Gutters»
- «Bette Davis Eyes» (DeShannon, Carnes)
- «Last Will and Testament»
- «Leading Man»
- «The Light»
- «My Bedroom Walls»
- «Nobody's Daughter» versión original (Love, Perry, Washington, Ill, Thorn)
- «Number One Genius»
- «Pretty Your Whole Life»[13] incorpora elementos de «Too Much Dope»
- «Sad But True»
- «Stand Up Motherfucker»
- «Suffer Little Children» (Marr, Morrissey)[14]
- «Sunset Marquis» (Love, Perry, Corgan)
- «Too Much Dope»
- «Wildfire»

## Personal
| - Courtney Love - voz, guitarra rítmica - Micko Larkin - guitarra - Shawn Dailey - bajo - Stu Fisher - batería, percusión - Linda Perry - guitarra eléctrica, guitarra acústica (8, 12) - Peter Thorn - guitarra eléctrica, guitarra acústica (8) - Paul Ill - bajo (8) - Kellii Scott - batería (8) - Jack Irons - batería adicional - Damon Fox - piano (8) - Peter Levin - piano, teclados (6) - Thomas Bartlett - piano (12) - Erik Friedlander - chelo (1, 3, 5-8, 12) - Jenni Muldaur - coros (1, 4, 7) - Martha Wainwright - coros (1, 4) - Emily Armstrong - coros | - Michael Beinhorn - productor - Micko Larkin - productor - Linda Perry - productora (8, 12), ingeniera (8) - Owen Lewis - asistente de producción - Karl Egsieker - ingeniero - Nico Essig - ingeniero adicional - Tom Syrowski - ingeniero adicional - Noah Goldstein - ingeniero - Ryan Gilligan - ingeniero adicional - Ian Shea - ingeniero adicional - Pete Bischof - additional engineer - Dave Sardy - mezcla - John O'Mahoney - mezcla (2) - Andy Brohard - ingeniero de mezcla - Alec Gomez - ingeniero asistente de mezcla - Cameron Barton - ingeniero asistente de mezcla - John Schmersal - ingeniero asistente de mezcla - Dave McNair - masterización - Patrick Hegart - Diseño de portada - Portada delantera: Marie Antoinette por Elisabeth Vigée-Lebrun, 1783 - Portada trasera: Anne Boleyn por anónimo, siglo XVI - Panel interior: Accident por Gretchen Ryan - Incrustación: The Execution of Lady Jane Grey por Paul Delaroche, 1834 |

1. 1 2 3  Ingeniero en Henson Recording Studios
2. 1 2 3 4  ingeniero en Electric Lady Studios

## Posicionamiento en las listas
| Lista (2010)                    | Posición |
| ------------------------------- | -------- |
| Australian ARIA Albums Chart    | 50       |
| Austria Albums Chart            | 45       |
| Belgian Albums Chart (Wa)       | 95       |
| Canadian Albums Chart           | 11       |
| French Album Charts             | 44       |
| German Albums Chart             | 61       |
| Greek Album Charts              | 11       |
| Irish Album Charts              | 93       |
| Italian FIMI Albums Chart       | 45       |
| Swedish Music Charts            | 25       |
| Swiss Hitparade Chart           | 37       |
| UK Album Charts                 | 46       |
| US Billboard 200                | 15       |
| US Billboard Alternative Albums | 2        |
| US Billboard Digital Albums     | 8        |
| US Billboard Rock Albums        | 4        |
| US Billboard Tastemaker Albums  | 3        |

### Sencillos
| 2010                                     | «Skinny Little Bitch»   | 19 | 29 | — |
| 2010                                     | «Pacific Coast Highway» | —  | —  | 6 |
| "—" denotes releases that did not chart. |                         |    |    |   |

## Historial de lanzamiento
| Región         | Fecha               | Formato                               |
| -------------- | ------------------- | ------------------------------------- |
| Alemania       | 23 de abril de 2010 | CD, disco de vinilo, descarga digital |
| Suiza          | 23 de abril de 2010 | CD, disco de vinilo, descarga digital |
| Austria        | 23 de abril de 2010 | CD, disco de vinilo, descarga digital |
| Polonia        | 23 de abril de 2010 | CD, disco de vinilo, descarga digital |
| Países Bajos   | 23 de abril de 2010 | CD, disco de vinilo, descarga digital |
| Mundialmente   | 26 de abril de 2010 | CD, disco de vinilo, descarga digital |
| Estados Unidos | 27 de abril de 2010 | CD, disco de vinilo, descarga digital |
| Canadá         | 27 de abril de 2010 | CD, disco de vinilo, descarga digital |
| Italia         | 27 de abril de 2010 | CD, disco de vinilo, descarga digital |
| Irlanda        | 27 de abril de 2010 | CD, disco de vinilo, descarga digital |
| Australia      | 30 de abril de 2010 | CD, disco de vinilo, descarga digital |
| Reino Unido    | 3 de mayo de 2010   | CD, disco de vinilo, descarga digital |
| Japón          | 11 de mayo de 2010  | CD, disco de vinilo, descarga digital |
| Brasil         | 11 de mayo de 2010  | CD, disco de vinilo, descarga digital |